# 板碑

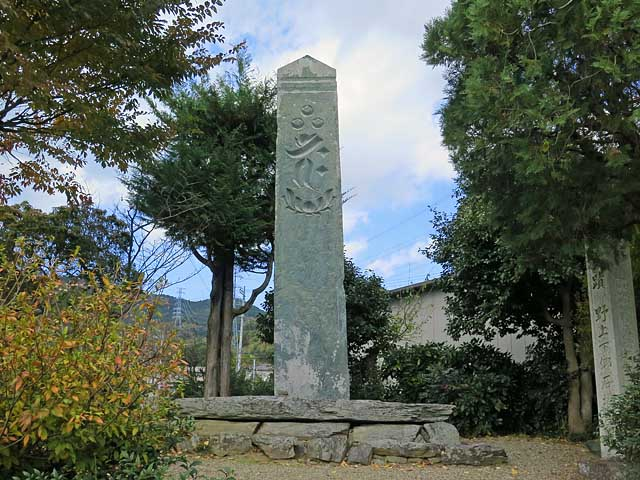
日本最大の青石塔婆である野上下郷石塔婆（埼玉県長瀞町）

板碑（いたび）は、主に供養塔として使われる石碑の一種である。板石卒塔婆、板石塔婆と呼ばれ、特に典型的なものとしてイメージされる武蔵型板碑は、秩父産の緑色片岩を加工して造られるため、青石塔婆とも呼ばれる。

## 構造
板碑は中世仏教で使われた供養塔である。基本構造は、板状に加工した石材に梵字=種子（しゅじ）や被供養者名、供養年月日、供養内容を刻んだものである。頭部に二条線が刻まれる。実際には省略される部位分もある。

## 概要
分布地域は主に関東であるが、日本全国に分布する。設立時期は、鎌倉時代から室町時代前期に集中している。分布地域も、鎌倉武士の本貫地とその所領に限られ、鎌倉武士の信仰に強く関連すると考えられている。
種類としては追善（順修）供養、逆修板碑などがある。形状や石材、分布地域によって武蔵型板碑、下総型板碑などに分類される。
武蔵型とは秩父・長瀞地域から産出される緑色片岩という青みがかった石材で造られたものをさす。当時から、緑色片岩を「青石」と通称していた。中世においては青屋は、ある種の畏敬の対象とされており、このような観点から青色には人智を超えたものがあったとも考えられている。阿波周辺域からも同様の石材が産出するため、主に関東平野に流通する緑色片岩製の板碑を武蔵型、四国近辺に流通していたものを阿波型と分類している。また下総型とは主に茨城県にある筑波山から産出される黒雲母片岩製の板碑をさしている。
戦国期以降になると、急激に廃れ、既存の板碑も廃棄されたり用水路の蓋などに転用されたものもある。現代の卒塔婆に繋がる。
板碑は地域・時代等により形態や石材に多様性があり、地域間交流を知る考古資料として注目されている。

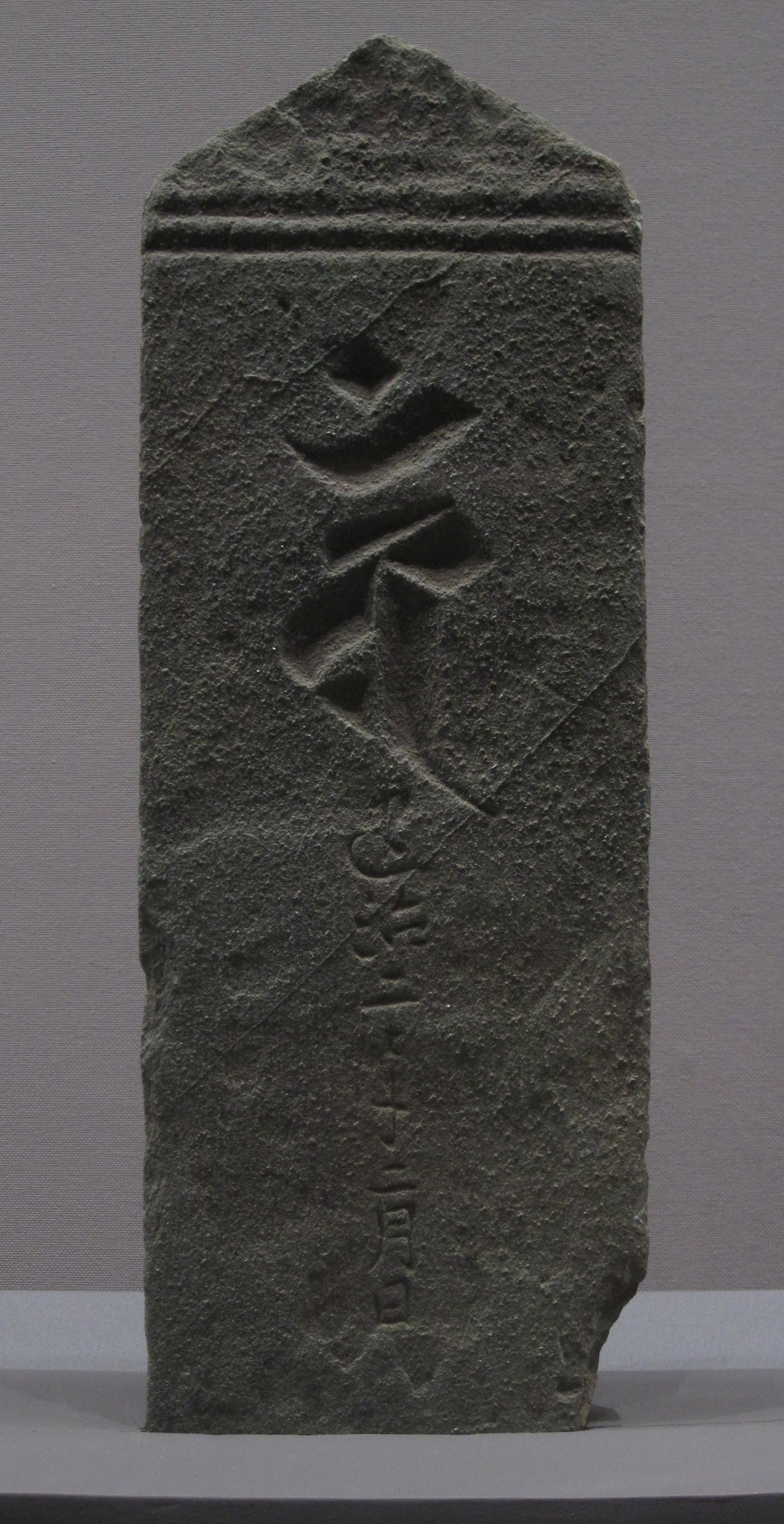
板碑（金剛界大日如来種子） 栃木県小山市上石塚 愛宕神社境内出土 建治2年（1276年）（東京国立博物館蔵）
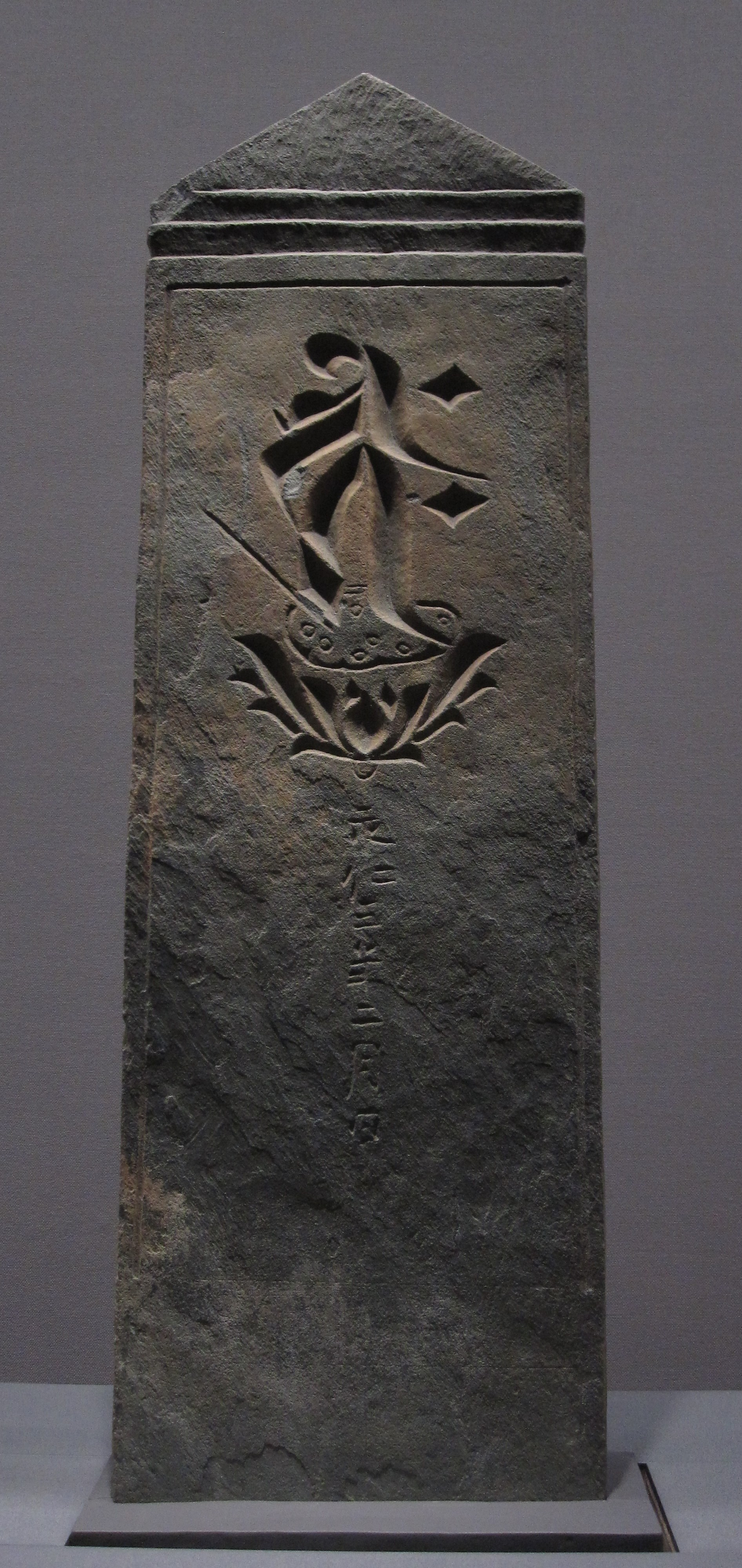
板碑（阿弥陀如来種子） 神奈川県横浜市保土ケ谷区峰岡町出土 永仁3年（1295年）（東京国立博物館蔵）
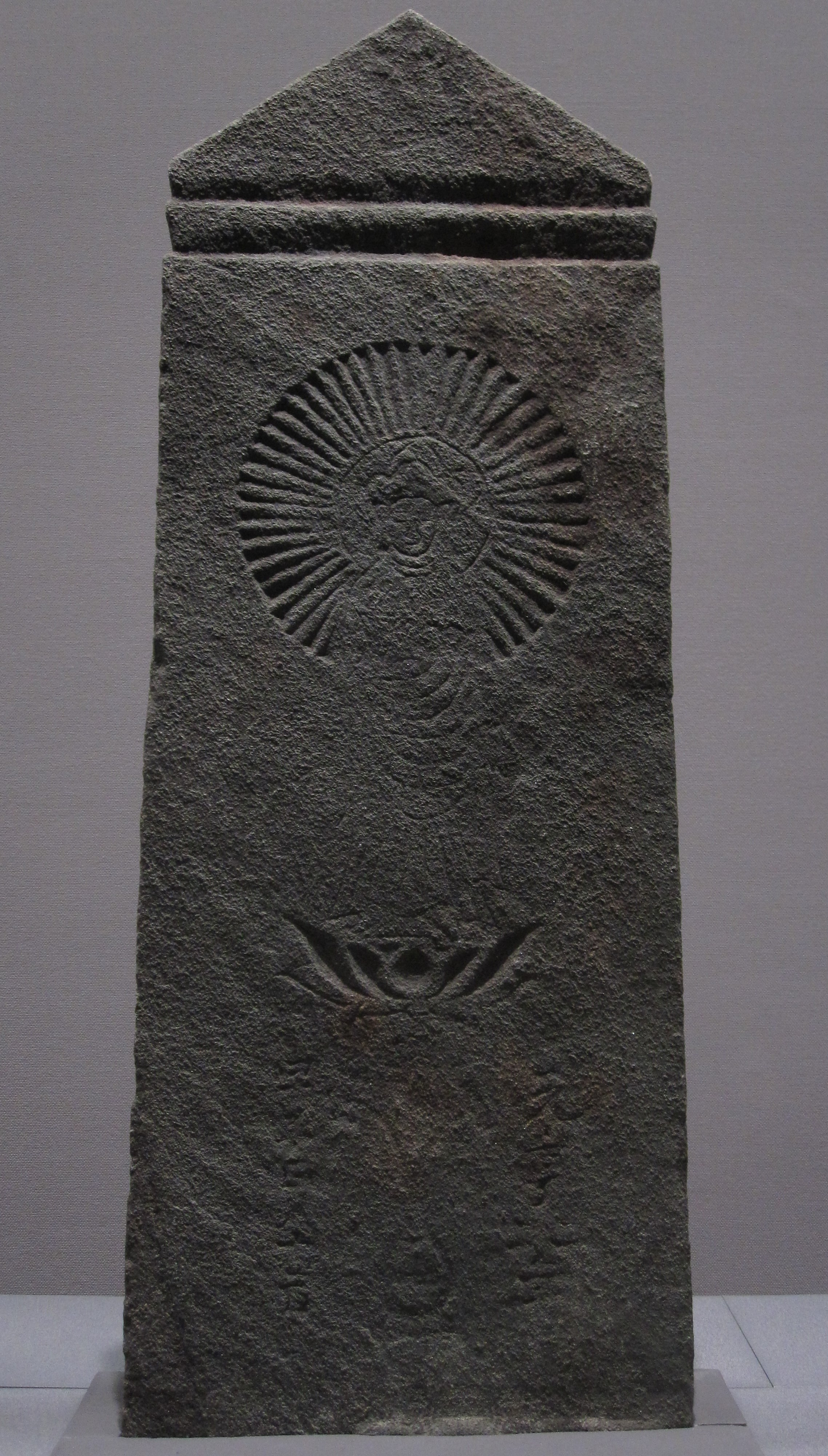
板碑（阿弥陀如来立像） 出土地不詳 元亨4年（1324年）（東京国立博物館蔵）
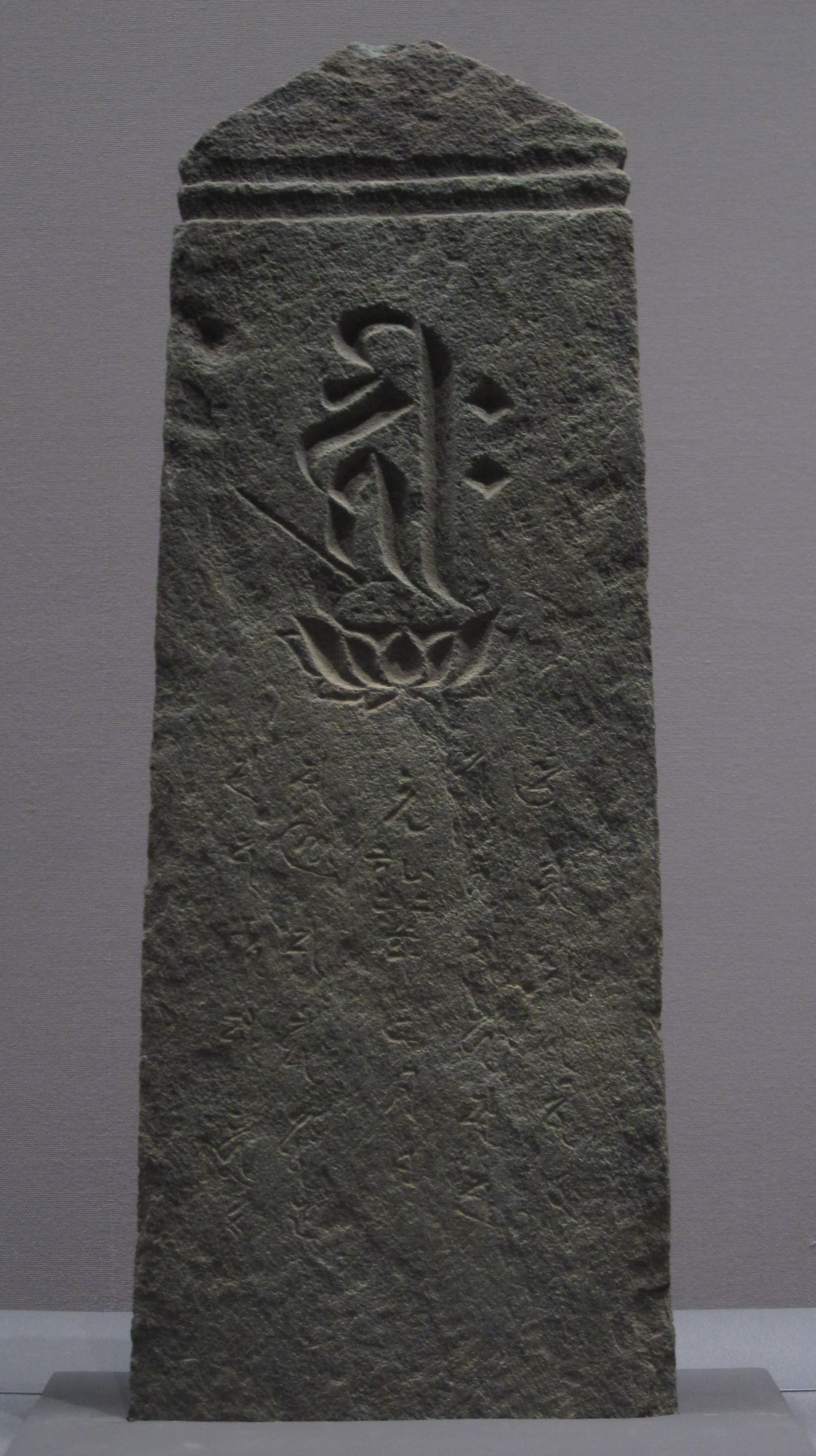
板碑（阿弥陀如来種子） 埼玉県川越市的場出土 元弘4年（1334年）（東京国立博物館蔵）
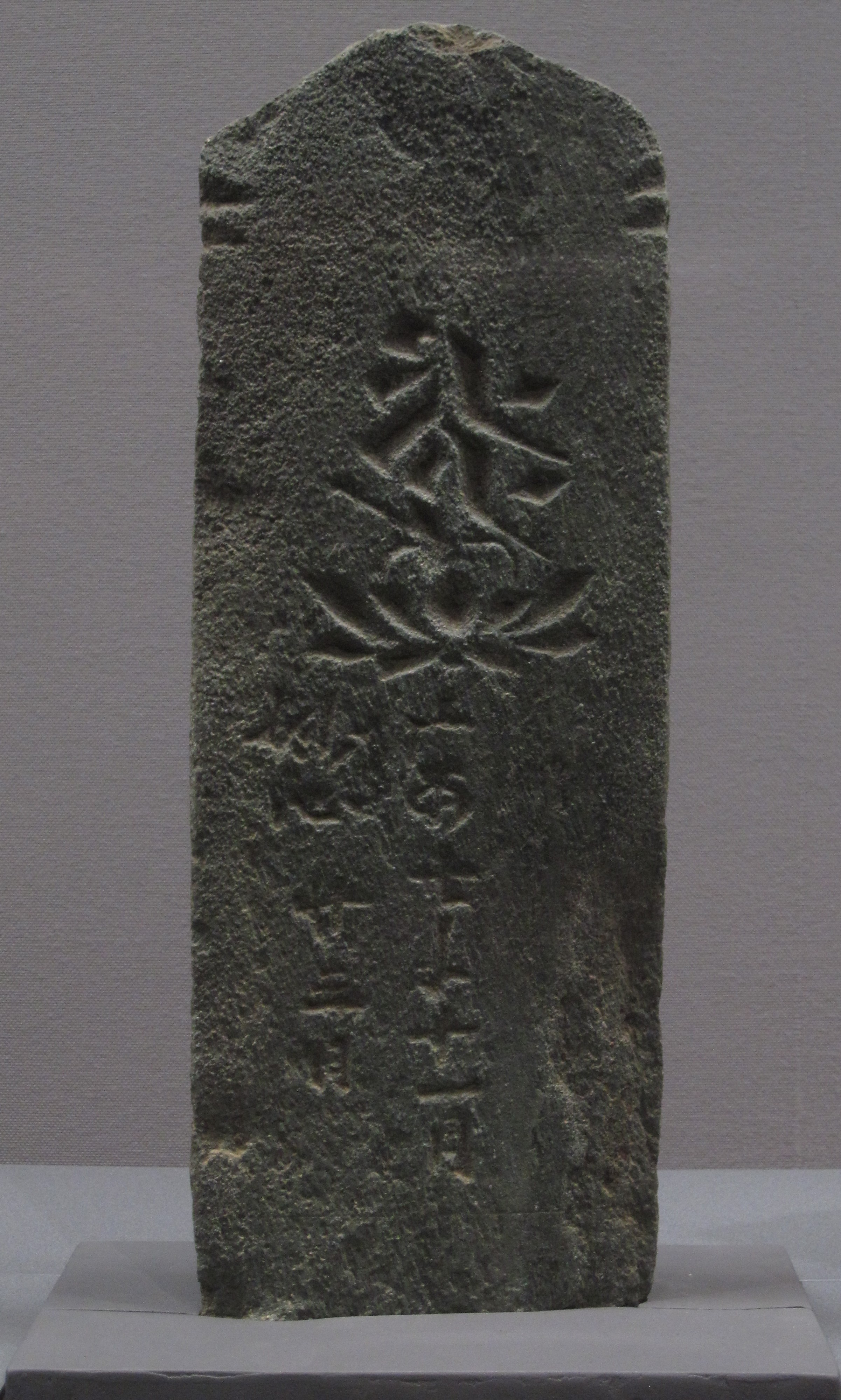
板碑（阿弥陀如来種子） 東京都台東区上野公園 東照宮裏山出土 応安7年（1374年）（東京国立博物館蔵）
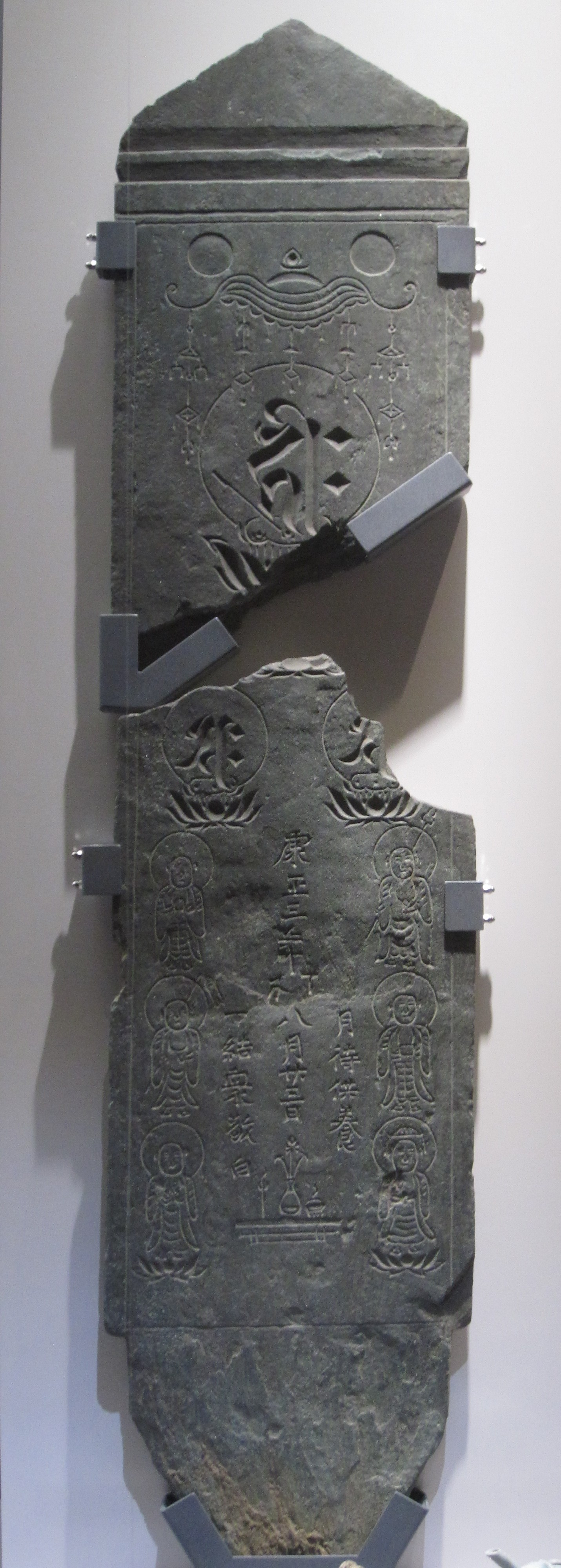
板碑（阿弥陀三尊種子） 東京都あきる野市高尾出土 康正3年（1457年）（東京国立博物館蔵）
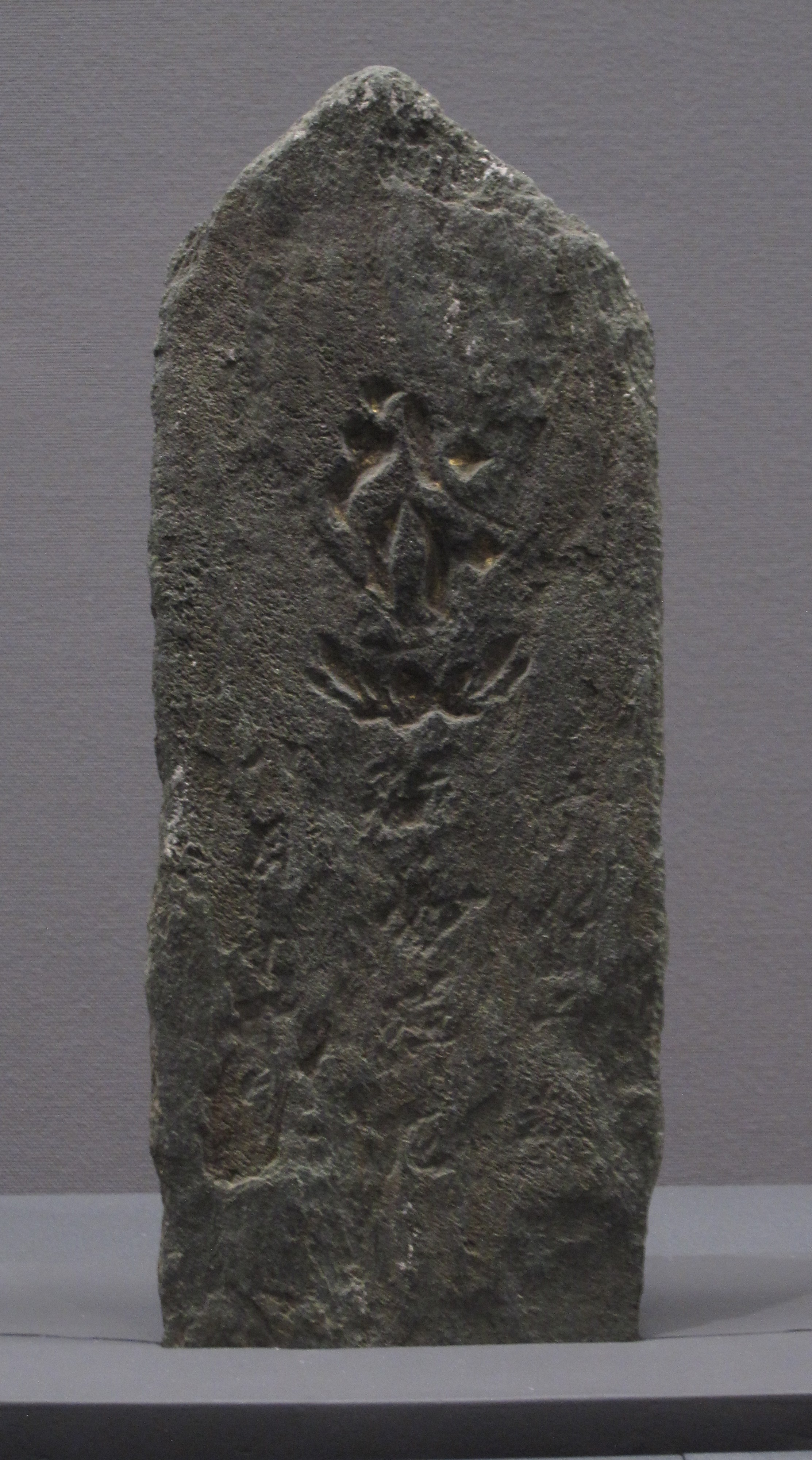
板碑（阿弥陀如来種子） 茨城県古河市立崎 頼政廓跡出土 応仁2年（1468年）（東京国立博物館蔵）
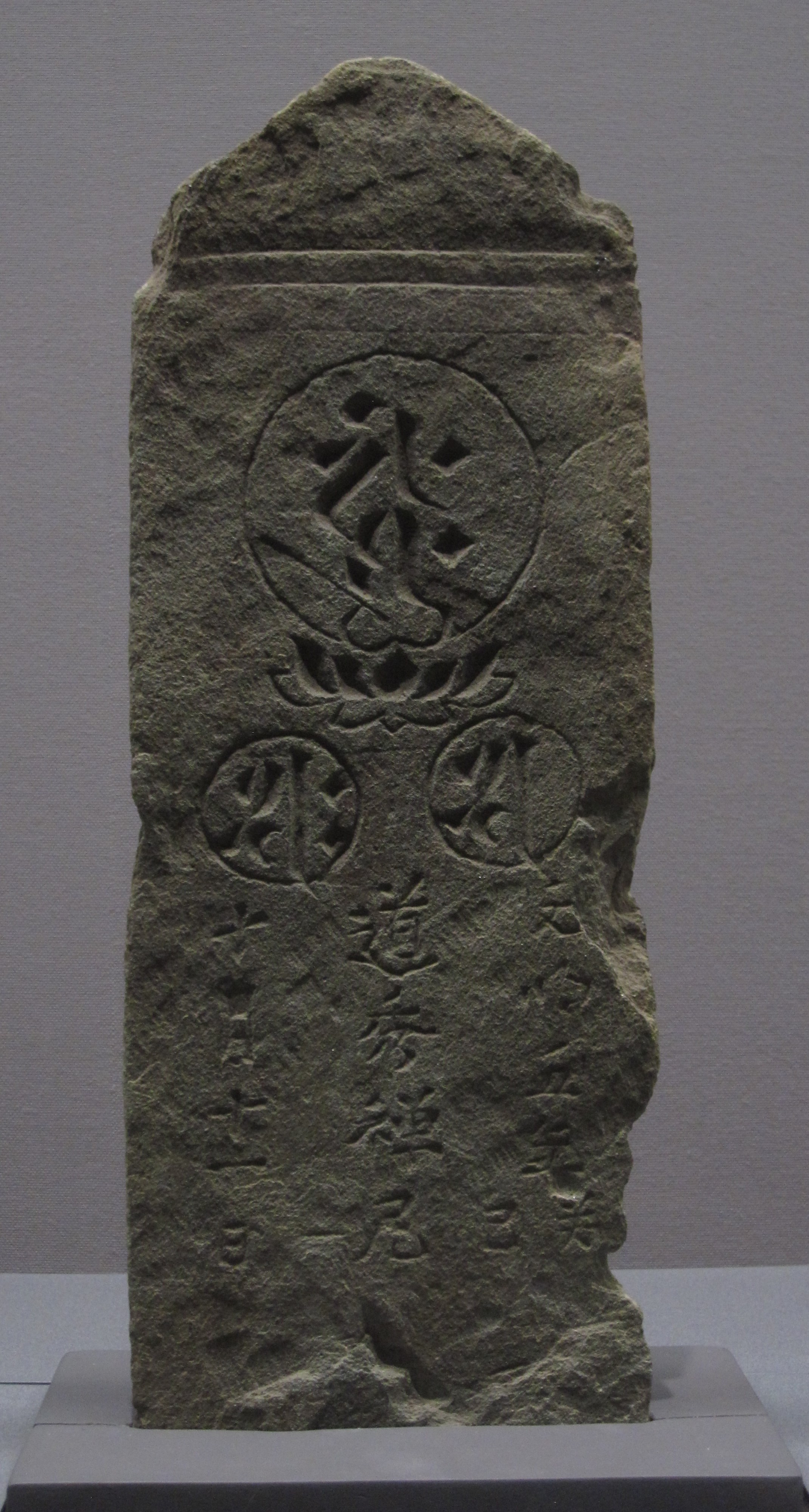
板碑（阿弥陀三尊種子） 東京都北区田端、田端駅構内 松平頼平邸跡出土 文明5年（1473年）（東京国立博物館蔵）
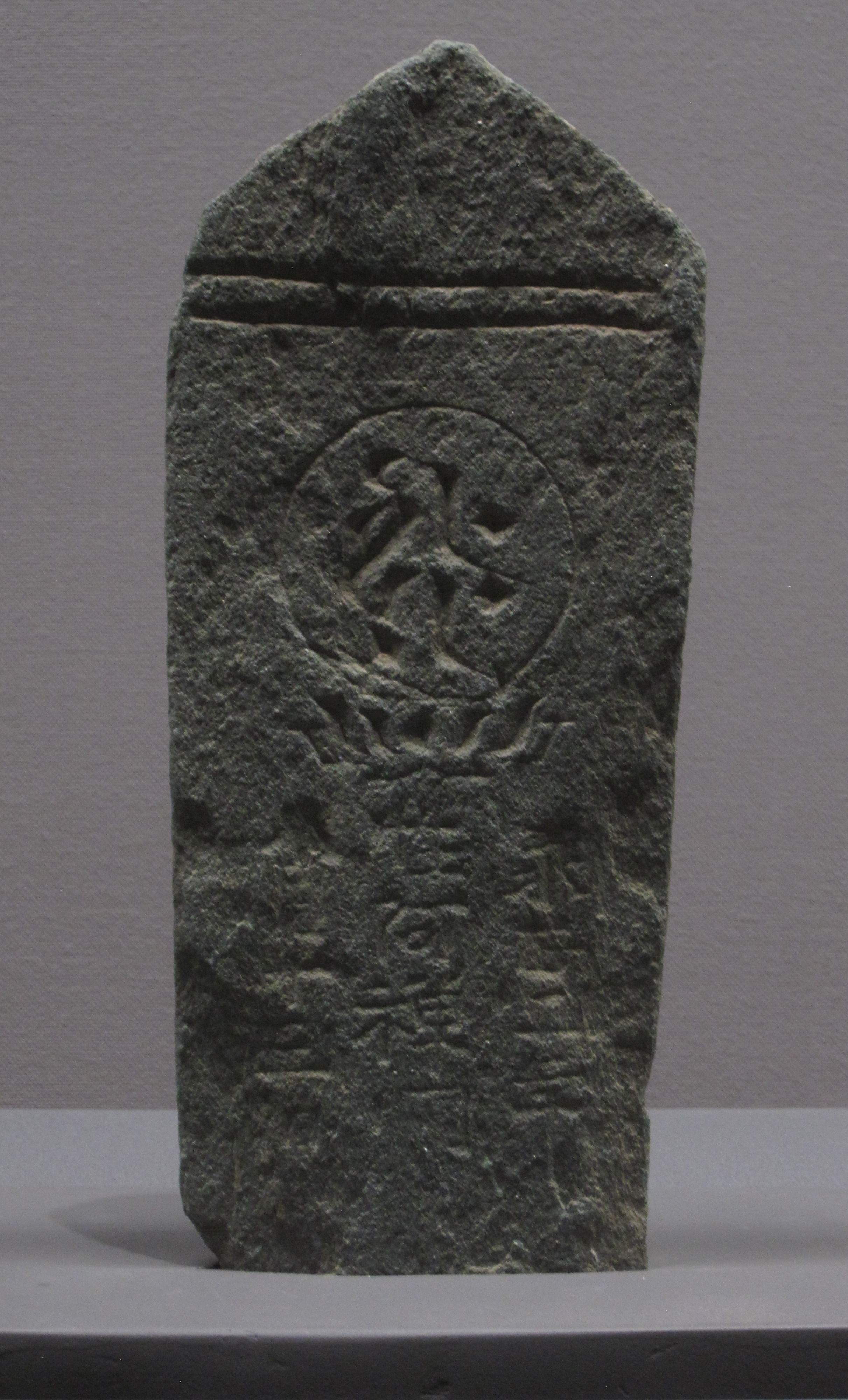
板碑（阿弥陀如来種子） 東京都千代田区霞が関三丁目出土 永正2年（1505年）（東京国立博物館蔵）
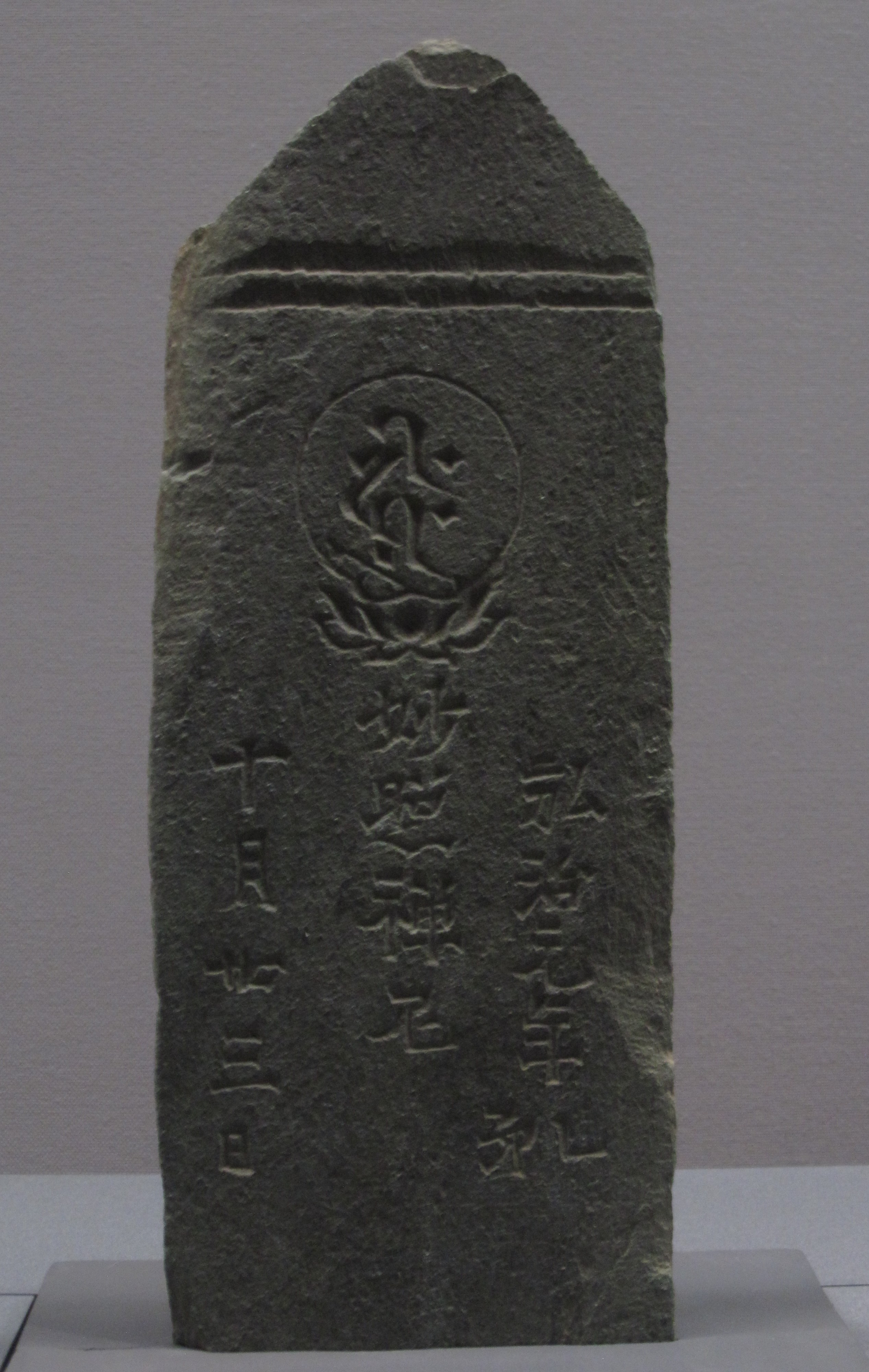
板碑（阿弥陀如来種子） 東京都北区田端、田端駅構内 松平頼平邸跡出土 弘治元年（1555年）（東京国立博物館蔵）
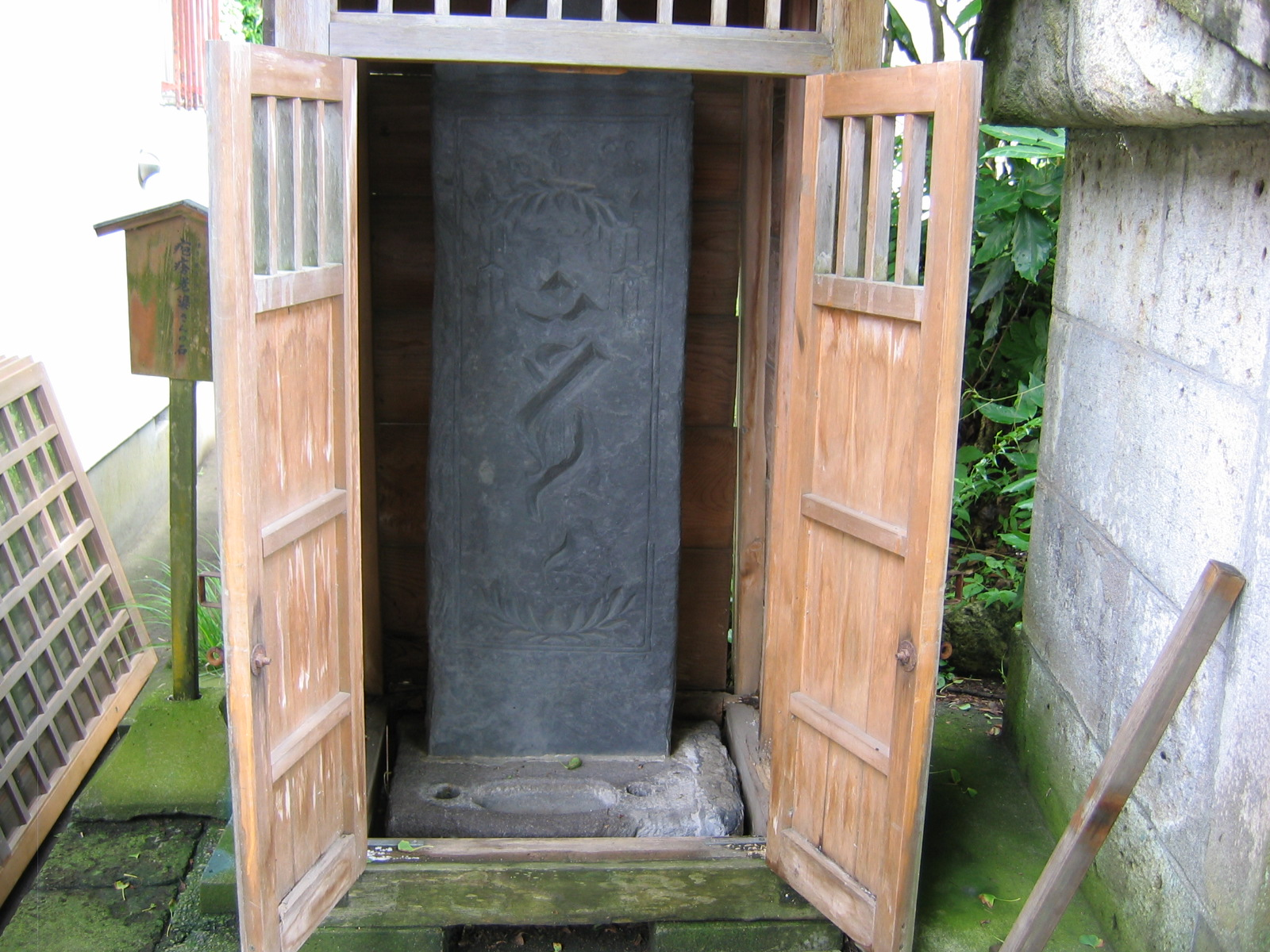
神奈川県鎌倉市材木座五所神社の板碑
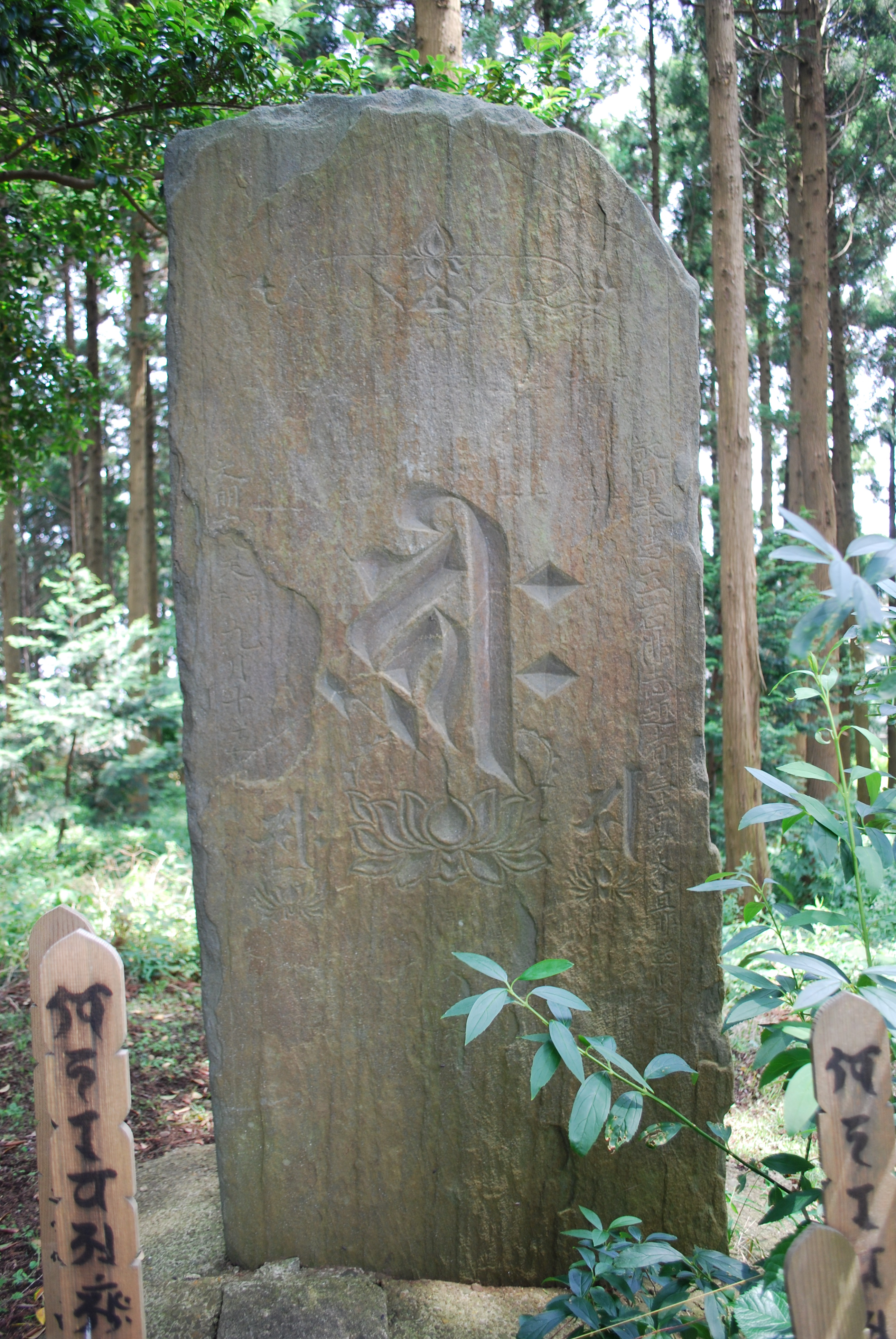
下総式板碑(千葉県香取市)
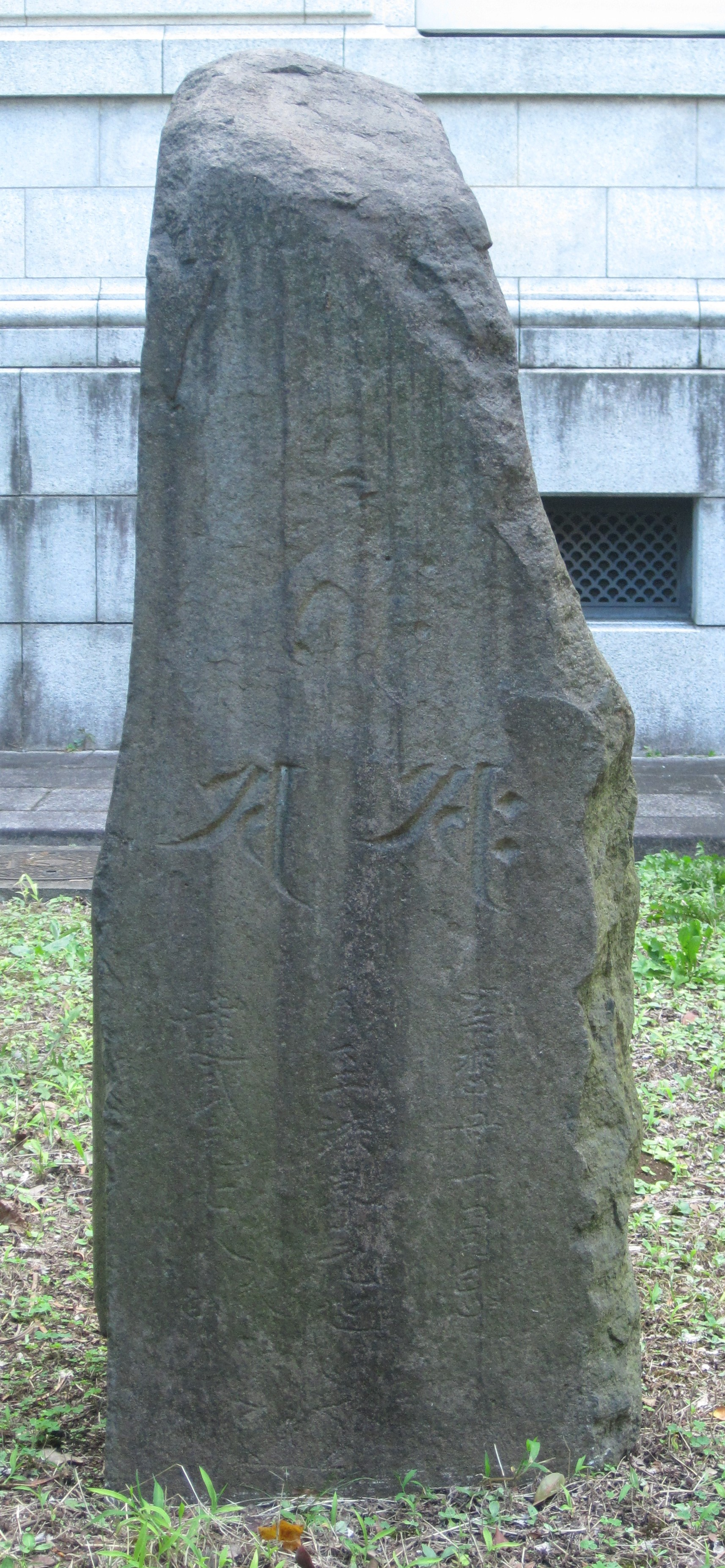
阿弥陀三尊種子塔婆 神奈川県小田原市城山出土 建武元年（1334年）（東京国立博物館蔵、表慶館前所在）